# Біненбюттель
Біненбюттель (нім. Bienenbüttel) — сільська громада в Німеччині, розташована в землі Нижня Саксонія. Входить до складу району Ільцен. 
Площа — 99 км2. Населення становить 6792 ос. (станом на 31 грудня 2021).